# Clot de la Basseta
El Clot de la Basseta és un clot del terme municipal de Conca de Dalt, a l'antic terme d'Hortoneda de la Conca, al Pallars Jussà, en territori que havia estat de la caseria dels Masos de la Coma.
Es troba a l'extrem oriental de la Coma d'Orient, a llevant dels Masos de la Coma. És la part superior, al nord, de la Canal de la Basseta. Just al seu nord hi ha la Basseta, ja en terme de Cabó, a l'Alt Urgell.